# Columbus (Ohio)

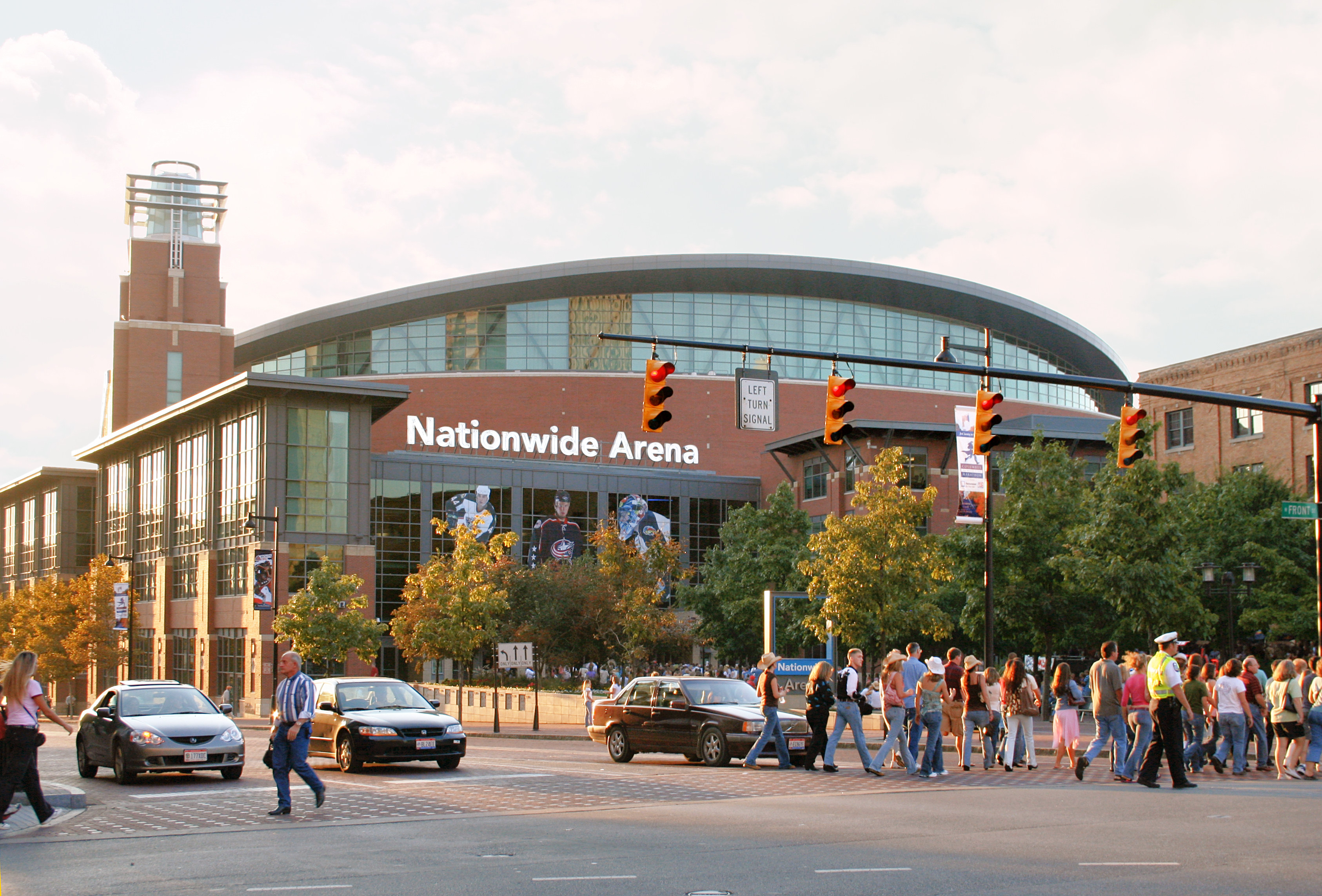
Nationwide Arena

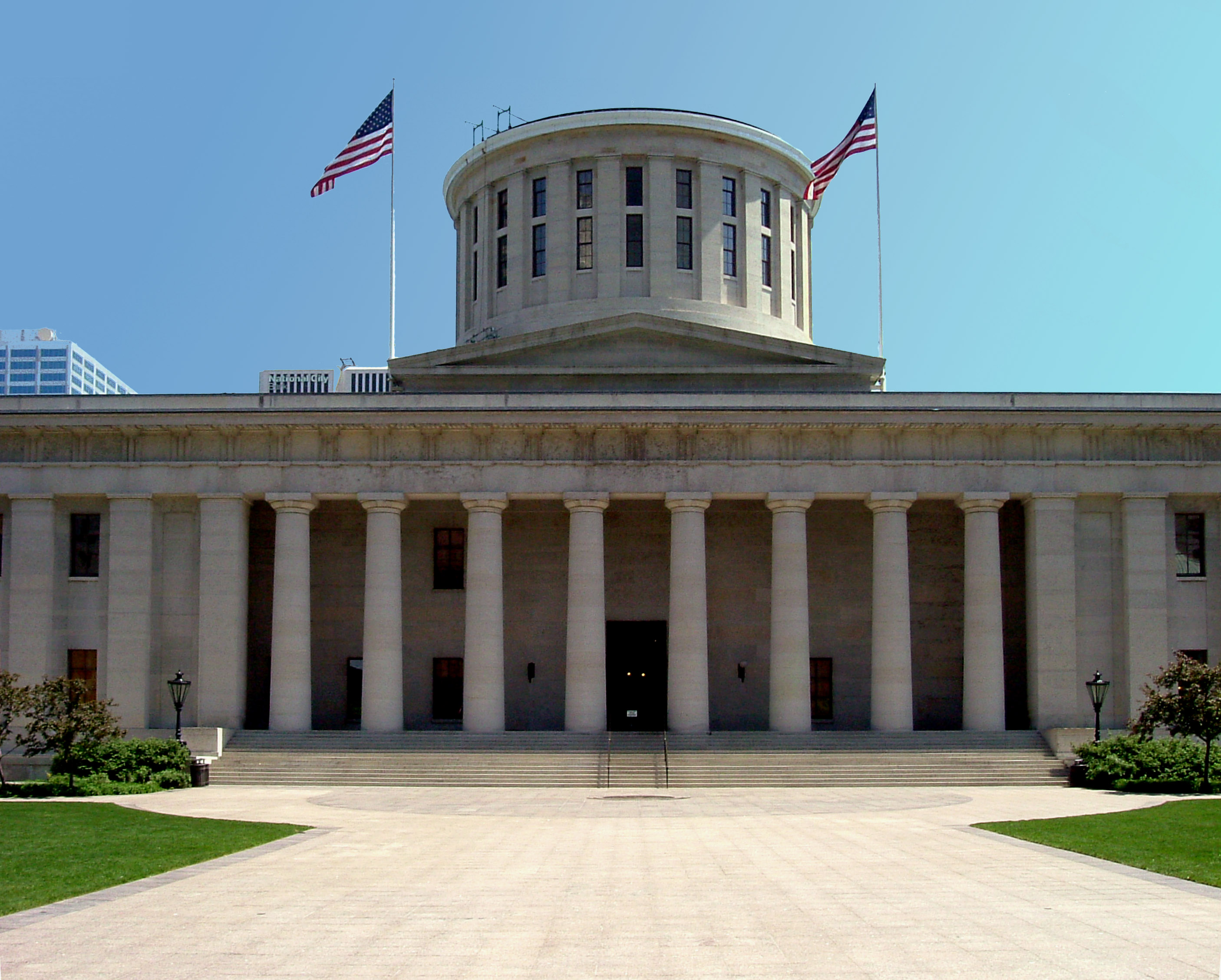
Ohio Statehouse

Columbus ist die Hauptstadt des US-Bundesstaates Ohio und mit 905.748 Einwohnern (Volkszählung 2020, United States Census Bureau) dessen größte Stadt. Die 1812 am Zusammenfluss von Scioto und Olentangy gegründete Stadt liegt im geographischen Zentrum des Staates und ist zugleich der Verwaltungssitz des Franklin County.
Der Hauptcampus der Ohio State University befindet sich in Columbus. Er zählt zu den größten zusammenhängenden Hochschulzentren der Vereinigten Staaten. Die Staatsregierung und die Universität dominieren die Stadt. Columbus ist die Heimat vieler Sportteams.

## Geschichte und Kultur
Der Bau der Stadt – die schon, bevor sie überhaupt bestand, von der Politik zur Hauptstadt gekürt wurde – wurde von einer Investorengruppe aus Franklinton betrieben, die dem Staat Land nahe dem Scioto River anboten, um die Stadt dort zu errichten.
In den Jahren 1833 und 1849/50 wurde die Stadt von Choleraepidemien heimgesucht, denen über 600 Menschen zum Opfer fielen.
Zur selben Zeit fand Columbus verbesserten verkehrstechnischen Anschluss. Ein neuer Kanal verband die Stadt mit dem bestehenden Ohio-Erie-Kanal, und im Jahr 1831 erreichte die National Road (auch Cumberland Road genannt) Columbus. Im Jahr 1850 wurde die Stadt dann mittels der Columbus and Xenia Railroad auch an das Eisenbahnnetz angebunden. Durch die verbesserte Verkehrsanbindung prosperierte Columbus und zählte um das Jahr 1850 ca. 18.000 Einwohner. Im Jahr 1850 wurde mit der Capitol University das erste College der Stadt gegründet.
Seit 1868 ist die Stadt Sitz des römisch-katholischen Bistum Columbus. Hauptkirche ist die St. Joseph’s Cathedral.
Eine der in Columbus florierenden Branchen war die Produktion von Kutschen. Gegen Ende des 19. Jahrhunderts besaß die Stadt mehr als zwanzig Firmen, die Kutschen produzierten, so dass ein Sechstel aller weltweit produzierten Kutschen aus Columbus stammten. Dies brachte der Stadt den Beinamen Buggy Capital of the World ein.
Zu den beliebtesten Wohnvierteln der Stadt gehört das German Village, erbaut im 19. Jahrhundert von deutschen Immigranten. Zeitweise machte die deutsche Bevölkerung ein Drittel der Stadt Columbus aus. Während des Ersten Weltkrieges, als die Stimmung in den USA sich gegen deutsche Einwanderer richtete, und während der Prohibition, als die Brauereien geschlossen werden mussten, erlebte das German Village seinen Niedergang. In den 1960er-Jahren wurden Teile des Viertels abgerissen, um neuen Bauprojekten Platz zu machen. Dies führte aber zu einer privaten Rettungsinitiative von Einwohnern, sodass heute das German Village der größte historische Distrikt der USA im „National Register of Historic Places“ ist, dessen Erhalt aus privaten Mitteln finanziert wird. Zu den ältesten Vierteln zählt Linden.

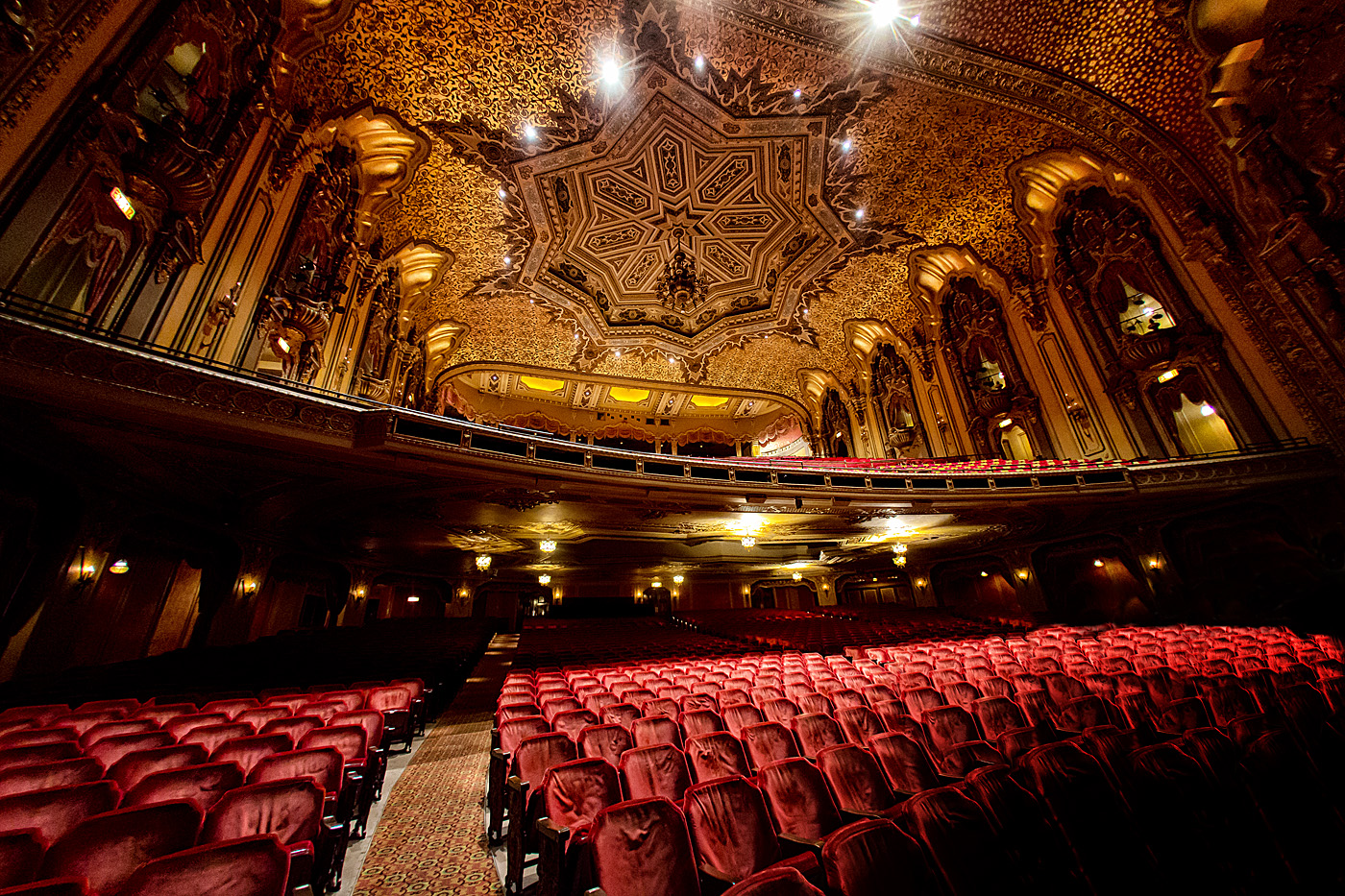
Ohio Theatre (2014)

Der National Park Service weist für Columbus drei National Historic Landmarks aus: das Captain Edward V. Rickenbacker House, das Ohio Statehouse und das Ohio Theatre. 149 Bauwerke und Stätten der Stadt sind im National Register of Historic Places (NRHP) eingetragen (Stand 9. November 2018).

### Demographie
Nach der Volkszählung von 2000 hat die Stadt 711.470 Einwohner, 301.534 Haushalte und 165.240 Familien. Die Bevölkerungsdichte beträgt 1.306,4/km². Von der Bevölkerung sind 67,93 % Weiße, 24,47 % Afroamerikaner, 0,29 % amerikanische Ureinwohner, 3,44 % Asiaten, 0,05 % pazifische Insulaner, 1,17 % sonstiger Herkunft, 2,65 % sind gemischter Herkunft. 2,46 % sind Latinos.
Von den 301.534 Haushalten haben 28,0 % Kinder unter 18 Jahren. 36,1 % davon bestehen aus Verheirateten und zusammenlebenden Paaren, 14,5 % sind alleinerziehende Mütter, 45,2 % sind keine Familien. 34,1 % aller Haushalte bestehen aus Singles, 7,0 % sind alleinlebende Menschen über 65. Die Durchschnittsgröße der Haushalte beträgt 2,30. Die Durchschnittsfamilie hat 3,01 Personen.
24,2 % der Einwohner sind unter 18, 14,0 % zwischen 18 und 24, 35,1 % zwischen 25 und 44, 17,9 % zwischen 45 und 64, 8,9 % über 65 Jahre. Das Durchschnittsalter ist 31 Jahre. Das Verhältnis zwischen Frauen und Männer beträgt 100:94,6. Für die Altersgruppe über 18 beträgt das Verhältnis 100:91,9.
Das Durchschnittseinkommen der Haushalte beträgt $37.897. Das Durchschnittseinkommen einer Familie beträgt $47.391. Männer haben ein Durchschnittseinkommen von $35.138, Frauen $28.705. Das Pro-Kopf-Einkommen der Stadt beträgt $20.450. 14,8 % der Bevölkerung und 10,8 % der Familien leben unterhalb der Armutsgrenze. Von diesen Menschen sind 18,7 % unter 18 Jahren und 10,9 % über 65 Jahren.
Columbus wird wegen seiner Bevölkerungszusammensetzung als typisch amerikanische Stadt angesehen. Mehrere Firmen testen ihre neuesten Produkte zuerst hier, um einen Verkaufserfolg in ganz Amerika abzuschätzen.

### Einwohnerentwicklung
Columbus ist eine der wenigen Großstädte in Ohio (und im gesamten Rust Belt), deren Bevölkerung seit 1980 nicht abgenommen, sondern (sogar erheblich) zugenommen hat.
| Jahr | Einwohner |
| ---- | --------- |
| 1980 | 564.871   |
| 1990 | 632.945   |
| 2000 | 711.470   |
| 2010 | 787.033   |
| 2020 | 905.748   |

¹ 1980–2020: Volkszählungsergebnisse des US Census Bureau

## Wirtschaft und Infrastruktur
Die Metropolregion von Columbus erbrachte 2016 ein Bruttoinlandsprodukt von 130,8 Milliarden US-Dollar und belegte damit Platz 29 unter den Großräumen der USA. Die Arbeitslosenrate in der Metropolregion betrug 3,5 Prozent und liegt damit unter dem nationalen Durchschnitt von 3,8 Prozent (Stand: März 2018).
In Columbus haben unter anderem das Versorgerunternehmen American Electric Power und der Einzelhändler Limited Brands ihre Firmensitze.
Compuserve, Online-Unternehmen und Internetpionier, wurde in Columbus gegründet und hatte bis zur Auflösung 2009 hier seinen Sitz.
In der Stadt gibt es vier Flughäfen, der größte davon ist der John Glenn Columbus International Airport.
- John Glenn Columbus International Airport (IATA: CMH, ICAO: KCMH)
- Rickenbacker International Airport (IATA: LCK, ICAO: KLCK), u. a. wichtig für die Ohio Air National Guard und als Frachtflugplatz
- Ohio State University Airport (IATA: OSU, ICAO: KOSU)
- Bolton Field Airport (ICAO: KTZR)

## Sport

### Professionelle Sportmannschaften
- Columbus ist Heimatstadt des Eishockeyclubs Columbus Blue Jackets, der in der NHL spielt. Der Verein wurde 2000 gegründet. Die Blue Jackets spielen in der Nationwide Arena, in der 18.500 Menschen Platz finden. Ein ehemaliges Eishockeyteam aus Columbus sind die Columbus Chill, die bis zur Saison 1998/99 in der East Coast Hockey League spielten.
- Columbus Crew gehört zu den zehn Gründungsmitgliedern der Major League Soccer und konnte die Meisterschaften 2008, 2020 und 2023 für sich entscheiden.
- In der Arena Football League (AFL) wurde Columbus bis 2008 von den Columbus Destroyers vertreten. Sie spielten auch in der Nationwide Arena.
- Die Columbus Clippers vertreten ihre Heimatstadt in der Minor League Baseball. Die Heimspiele wurden von 1977 bis 2008 im Cooper Stadium ausgetragen, ab dann übersiedelte das Team in das neue Baseballstadion Huntington Park, das 2009 eröffnet wurde.

### Sportstätten
- Das größte Stadion in Columbus ist das Ohio Stadium. Es fasst 104.944 Zuschauer und ist Heimstätte der College-Football-Mannschaft Ohio State Buckeyes. Das Stadion selber wurde von 1921 bis 1922 erbaut. Die letzte Renovierung war 2014. Neben dem sportlichen, werden hier auch Konzerte und andere Veranstaltungen abgehalten.
- Das Historic Crew Stadium, mit einem Fassungsvermögen von 20.150 Zuschauern, war das erste fußballspezifische Stadion in den Vereinigten Staaten. Von 1999 bis 2021 wurden hier die Heimspiele der Columbus Crew ausgetragen. Seit Juli 2021 spielt die Crew im neu gebauten Lower.com Field.
- Die Value City Arena at The Jerome Schottenstein Center ist die größte Mehrzweckhalle der Stadt. Besitzer ist die Ohio State University, auf dessen Campus sich die Arena befindet. Hier werden die Basketball- und Eishockeyspiele der Collegemannschaft ausgetragen.
- Die Nationwide Arena ist eine weitere Mehrzweckhalle in Columbus und Austragungsort der Spiele der Columbus Blue Jackets. Des Weiteren fanden hier Basketballspiele und Konzerte statt.
- Das Baseballstadion Huntington Park wurde 2009 eröffnet und ist Heimat der Columbus Clippers.

## Klima
|                       | Jan  | Feb  | Mär  | Apr  | Mai  | Jun   | Jul   | Aug  | Sep  | Okt  | Nov  | Dez  |   |       |
| Mittl. Tagesmax. (°C) | 1,2  | 3,3  | 10,3 | 16,7 | 22,4 | 26,9  | 28,7  | 27,8 | 24,6 | 18,1 | 10,8 | 4,0  | ⌀ | 16,3  |
| Mittl. Tagesmin. (°C) | −7,5 | −6,0 | −0,4 | 4,4  | 10,1 | 14,4  | 17,1  | 16,0 | 12,7 | 6,1  | 1,3  | −4,1 | ⌀ | 5,4   |
|                       |      |      |      |      |      |       |       |      |      |      |      |      |   |       |
| Niederschlag (mm)     | 55,4 | 56,9 | 83,1 | 81,5 | 99,8 | 102,6 | 109,5 | 94,5 | 75,2 | 54,6 | 81,8 | 72,6 | Σ | 967,5 |
|                       |      |      |      |      |      |       |       |      |      |      |      |      |   |       |
| Sonnenstunden (h/d)   | 3,6  | 4,5  | 5,2  | 6,7  | 7,9  | 8,6   | 8,4   | 7,6  | 7,1  | 5,9  | 3,5  | 2,7  | ⌀ | 6     |
|                       |      |      |      |      |      |       |       |      |      |      |      |      |   |       |
| Regentage (d)         | 8,5  | 7,7  | 9,8  | 9,8  | 10,1 | 8,2   | 9,1   | 8,3  | 6,8  | 7,4  | 9,4  | 9,7  | Σ | 104,8 |
|                       |      |      |      |      |      |       |       |      |      |      |      |      |   |       |
| Luftfeuchtigkeit (%)  | 71   | 70   | 65   | 63   | 67   | 69    | 71    | 73   | 73   | 69   | 72   | 74   | ⌀ | 69,8  |

| −7,5 |

| −6,0 |

| −0,4 |

| 4,4 |

| 10,1 |

| 14,4 |

| 17,1 |

| 16,0 |

| 12,7 |

| 6,1 |

| 1,3 |

| −4,1 |

| −7,5 |

| −6,0 |

| −0,4 |

| 4,4 |

| 10,1 |

| 14,4 |

| 17,1 |

| 16,0 |

| 12,7 |

| 6,1 |

| 1,3 |

| −4,1 |

## Städtepartnerschaften
Columbus unterhält mit folgenden Städten Städtepartnerschaften:
| - Accra, Ghana, seit 2015 - Ahmedabad, Indien, seit 2008 - Curitiba, Brasilien, seit 2014 - Dresden, Deutschland, seit 1992 - Genua, Italien, seit 1955 | - Hefei, Volksrepublik China, seit 1988 - Herzlia, Israel, seit 1994 - Odense, Dänemark, seit 1988 - Sevilla, Spanien, seit 1988 - Tainan, Republik China (Taiwan), seit 1980 |

## Persönlichkeiten

### Persönlichkeiten, die vor Ort gewirkt haben
- Frances Alice Kellor (1873–1952), Soziologin und Sozialreformerin
- Ted Williams (* 1957), Radiomoderator
- Margaret Peterson Haddix (* 1964), Schriftstellerin
- Maggie Grace (* 1983), Schauspielerin

### Musikbands
- OAR (gegründet 1996), Rockband
- Rascal Flatts (gegründet 2000), Country-Band
- Early Man (gegründet 2003), Heavy- und Thrash-Metal-Band
- Twenty One Pilots (gegründet 2009), Musikerduo
- Like Moths to Flames (gegründet 2010), Metalcore-Band
- Beartooth (gegründet 2012), Hardcore-Band
- Starset (gegründet 2013), Synth-Rock